# 와타나베 고토노리
와타나베 고토노리(일본어: 渡辺士式 ?-1657년 6월 12일)은 명나라 출신의 일본무사이다. 본명은 맹이관(孟二寛)이며, 쥬신구라사건으로 유명한 아코 낭사 다케바야시 다카시게의 할아버지이다.
임진왜란에 명군으로 참전하였다가 조선에서 일본군 포로로 잡힌 뒤, 일본으로 끌려서 모리 집안에 잡혀 있다가
(다른 설에 의하면 전쟁포로가 아니라 죠슈에 표류하다가 붙잡힌 것이란 이야기도 있다) 나중에 아사노 집안을 의술로 섬기게 되어 고향인 무림(武林)을 씨(氏)로 삼아 다케바야시치간 고토노리(武林治庵士式)라는 일본 이름으로 바꾸었다. 다시 성이 와타나베인 일본 여인을 아내로 맞아 와타나베로 바꾼다. 와타나베 고토노리는 히로시마 번 아사노 집안을 섬겼으나, 아들대에 미코 번 아사노 집안으로 옮겨가게 되었다. 1657년에 죽었다. 손자인 아코 낭사 다케바야시 다카시게는 자신의 심정을 한시에 담아 남긴 바 있다.